# La Lecture défendue
La Lecture défendue est un tableau réalisé par le peintre belge René Magritte en 1936. De format horizontal, cette huile sur toile surréaliste représente un intérieur dans lequel un escalier mène droit dans un mur. Sur le parquet est manifestement écrit à la main le mot « sirène », mais la lettre I est cachée par un doigt géant qui pointe vers un grelot également démesuré semblant flotter au-dessus de lui. Legs d'Irène Hamoir en 1996, l'œuvre est conservée au musée Magritte, à Bruxelles.